# Eurytides orabilis
Eurytides orabilis är en fjärilsart som först beskrevs av Butler 1872.  Eurytides orabilis ingår i släktet Eurytides och familjen riddarfjärilar. Inga underarter finns listade i Catalogue of Life.

## Bildgalleri

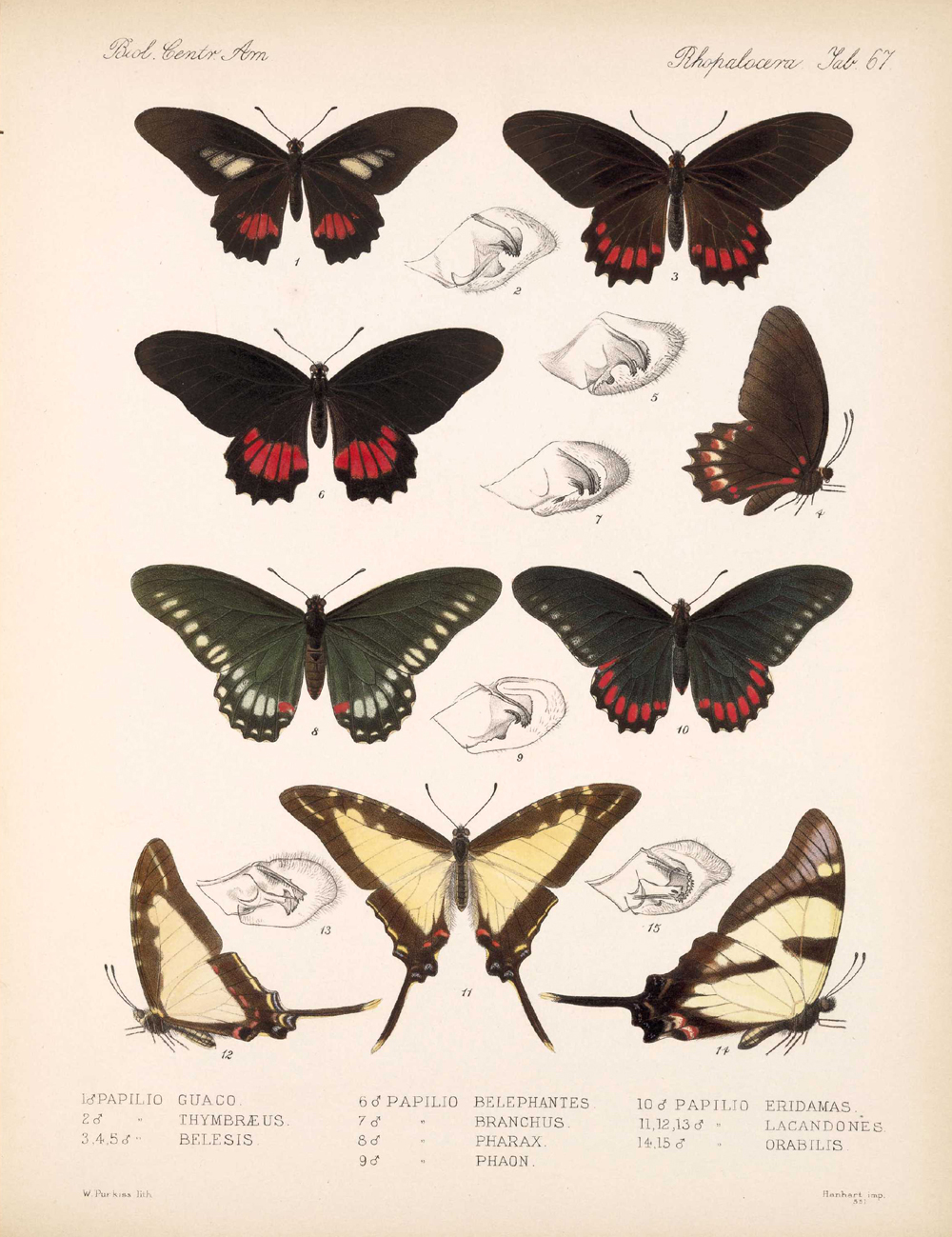